# Aimée y Jaguar
Aimée y Jaguar es una película dramática alemana de 1999 ambientada durante la Segunda Guerra Mundial, escrita y dirigida por Max Färberböck y basada en la novela de Erica Fischer. Relata las vidas reales de Lilly Wust y Felice Schragenheim durante ese periodo. El libro también contiene fotos de las numerosas cartas que intercambiaron ambas, y la correspondencia oficial tras la guerra con respecto a la localización de Felice. 
La película la protagonizan Maria Schrader, Juliane Köhler, Johanna Wokalek, Elisabeth Degen, Heike Makatsch y Detlev Buck. Explora las vidas de Felice Schragenheim (Maria Schrader), una mujer judía homosexual que emplea un nombre falso y pertenece a un movimiento de resistencia, y Lilly Wust (Juliane Köhler), una mujer casada (e insatisfecha) con un soldado nazi y madre de cuatro hijos. Ambas se embarcan en una relación romántica amorosa (iniciada por Lilly) pese al peligro de la situación y la posibilidad de que la Gestapo detenga a Felice. 
La película recibió muy buenas críticas, y fue nominada a numerosos premios alemanes, de los cuales ganó varios (destacando especialmente que tanto Köler como Schrader ganaron juntas el Oso de Plata a la mejor actriz). También fue nominada a los Globos de Oro como mejor película extranjera y fue la película propuesta por Alemania para acudir como candidata a los Óscar en la categoría de película extranjera.

## Reparto
- Maria Schrader: Felice Schragenheim (Jaguar)
- Juliane Köhler: Lilly Wust (Aimée)
- Johanna Wokalek: Ilse
- Heike Makatsch: Klärchen
- Elisabeth Degen: Lotte
- Detlev Buck: Günther Wust
- Inge Keller: Lilly Wust (1997)
- Kyra Mladeck: Ilse (1997)
- Sarah Camp: Frau Kappler
- Klaus Manchen: Herr Kappler
- Margit Bendokat: Frau Jäger
- Jochen Stern: Werner Lause
- Peter Weck: Chefredakteur Keller
- Lia Dultzkaya: Hulda
- Dani Levy: Fritz Borchert